# آندریا گونسبات
آندریا گونسبات (انگلیسی: Andrea Gonsebate؛ زادهٔ ۷ مهٔ ۱۹۷۷) بازیکن فوتبال اهل آرژانتین است.

وی همچنین در تیم ملی فوتبال زنان آرژانتین بازی کرده‌است.